# Jēkabpils
Jēkabpils (; in tedesco Jakobstadt; in russo Екабпилс?, Ekabpils) è una città della Lettonia di 27 078 abitanti, che si trova a metà strada tra Riga e Daugavpils.
Fondata nel 1237, è nota per l'Arco geodetico di Struve e per aver dato i natali a Caterina I di Russia. Il fiume Daugava attraversa la città e l'antica valle, gli affluenti e le isole del fiume sono considerate pittoresche. La città fu sede di una base aerea durante il governo sovietico.

## Geografia fisica
La popolazione della città di Jēkabpils è di 29 100 abitanti. Le due parti storiche di Jēkabpils - Krustpils e la parte più vecchia di Jēkabpils - sono collegate da un ponte che unisce le due sponde del fiume Daugava.

## Storia
Un castello di pietra a forma di croce - Cruczeborch (tedesco: Kreutzburg) - fu costruito nel 1237 dall'Ordine Livoniano. Scavi archeologici sul terrapieno del castello indicano che questo luogo era un centro commerciale di traffico intenso per i Letgalli, una delle tribù lettoni. Quando il castello venne costruito, il villaggio di Krustpils gli si formò attorno. Il villaggio fu spesso distrutto durante le guerre locali, come le battaglie tra polacchi e svedesi, ma venne sempre ricostruito in seguito.
Durante il XVII secolo, i perseguitati Vecchi credenti dalla Russia si stanziarono lungo il fiume Daugava. Nel 1670 questo stanziamento, che cresceva gradualmente attorno alla taverna di Salas, divenne noto come Jēkabpils (Jakobstadt in tedesco) in onore del duca di Curlandia, Giacomo Kettler, che concesse lo statuto per renderlo città.
Una leggenda locale circa l'origine della città afferma che il duca un giorno stava cacciando, ma si perse. Al fiume Daugava scorse simultaneamente una lince al di sotto di un abete e una città. Questa immagine della lince sotto un abete è lo stemma della città.
Jēkabpils e Krustpils si unirono nel 1962.

## Monumenti e luoghi d'interesse

### Jēkabpils
Nella parte più vecchia della città, i palazzi più vecchi sono stati preservati.

### Il quartiere di Jēkabpils
Uno dei punti del posto originale dell'Arco geodetico di Struve è situato al parco di Struve. A Tadenava, non distante dalla stessa Jēkabpils, c'è un museo alla memoria del grande poeta lettone Rainis. Ci sono anche i siti dei castelli di Justine e Dignāja. Il punto più alto di Sēlija – Ormaņkalns - è nell'area di Klauce. Tra Nereta e Aknīste c'è il museo "Riekstiņi" in memoria del famoso scrittore lettone Jānis Jaunsudrabiņš.